# 新宇部発電所
新宇部発電所（しんうべはつでんしょ）は、山口県宇部市西沖の山1-2にあった中国電力の石炭火力発電所。

## 概要
1958年に1号機が運転を開始、3号機までが建設された。当初は石炭専焼だったが、1972年に重油専焼に転換、さらにオイルショック後の1982年に石炭専焼へ再転換した。
その後、老朽化に伴い廃止されたが、変電設備は西宇部変電所として残されたほか、跡地は火力発電技術センターとなっている。

## 廃止された発電設備
- 総出力：30.6万kW[1][2]

1号機（廃止）
定格出力：7.5万kW
使用燃料：石炭
営業運転期間：1958年 - 1990年
2号機（廃止）
定格出力：7.5万kW
使用燃料：石炭
廃止時期：1990年
3号機（廃止）
定格出力：15.6万kW
使用燃料：石炭
廃止時期：1990年